# Sigulda
Sigulda ( výslovnost) je město v regionu Vidzeme ve středním Lotyšsku ležící 53 kilometrů od hlavního města Rigy v těsném sousedství národního parku Gauja. Pro své působivé okolí s údolím řeky Gauji zaříznutým do devonského pískovce je město někdy nazýváno Livonským Švýcarskem. Je to významné lotyšské turistické centrum.
Středověký hrad v Siguldě byl postavený v letech 1207–1209, dochovaly se jen trosky. Od roku 2012 je možné vystoupat na obranné věže hradu.
Nachází se zde místo s největším převýšením v Lotyšsku – 85 metrů. Neobvykle členitého terénního profilu využívali obyvatelé v minulosti stejně jako dnes. Na kopcích na opačném břehu řeky leží staré hrady Turaida a Krimulda. Na území města se nachází bobová dráha, kde se konají závody světového poháru bobistů, sáňkařů a skeletonistů. Sigulda je tak jedním z nejvýznamnějších center zimních sportů v Lotyšsku. V létě může veřejnost projet bobovou dráhu na čtyřbobu s kolečky, který řídí profesionální bobista. Přes údolí řeky byly vybudovány dvě lanové dráhy. Dalšími místními atrakcemi jsou například svislý větrný tunel, dobrodružný park Meža kaķis (doslova kočka divoká). Mezi Siguldou a hradem Turaidou se nachází největší jeskyně v Pobaltí, Gūtmaņa ala (Gutmanisova jeskyně). Jeskyně je zdarma přístupná veřejnosti. Ve městě se každoročně koná Mezinárodní festival opery.

## Partnerská města
- Birštonas, Litva
- Angus, Skotsko
- Løgstør, Dánsko
- Stuhr, Německo
- Keila, Estonsko
- Falköping, Švédsko
- Čiatura, Gruzie

Sigulda je také od roku 2004 členem sdružení měst Douzelage.